# クラウスペーター・ザイベル
クラウスペーター・ザイベル（Klauspeter Seibel, 1936年5月7日 - 2011年1月8日）は、ドイツの指揮者。

## 経歴
オッフェンバッハ・アム・マインの出身。ニュルンベルク市立音楽院とミュンヘン音楽院に学び、ローズル・シュミットにピアノ、カール・ヘラーに作曲、クルト・アイヒホルンとゴットホルト・エフィライム・レッシングの各氏に指揮法を師事。1957年にミュンヘン市からリヒャルト・シュトラウス奨学金の支給を受け、ゲルトナープラッツ国立劇場で指揮者としてデビューし、そこのカペルマイスターとなった。
1963年にフライブルク・イム・ブライスガウ歌劇場、1965年からリューベック歌劇場、1967年からカッセル歌劇場のそれぞれでカペルマイスターの職を渡り歩き、1971年からカペルマイスターとなったフランクフルト歌劇場で、1975年に音楽総監督に昇格した。この間、1967年のニコライ・マルコ国際指揮者コンクール、1969年のディミトリ・ミトロプーロス国際指揮者コンクールのそれぞれで第2位入賞を果たした。1981年からニュルンベルク交響楽団の首席指揮者に転出し、1988年まで在任。1987年から1995年までキール市の音楽監督を務めてキール・フィルハーモニー管弦楽団を育成。1995年から10年間ルイジアナ・フィルハーモニー管弦楽団の初代音楽監督として在勤した。
後進の指導にも熱心で、ハンブルク音楽院、ジュリアード音楽院などでも教鞭をとった。主な弟子に上岡敏之、カルロス・シュピーラーやアクセル・ベルクステット等がいる。
ハンブルクで多発性骨髄腫により死去。